# Kandidóza ptáků
Kandidóza je plísňové onemocnění sliznice horní části trávicího traktu ptáků, vyvolávané oportunní kvasinkou Candida albicans. Projevuje se zánětem volete anebo tvorbou pseudomembranózních až difteroidních zánětlivých změn na sliznici zobáku, hltanu, jícnu, volete, žláznatého žaludku a horní části střeva. Většinou probíhá bez vážných klinických příznaků, takže může být přehlédnuta; jsou ale známy i vážné výskyty v chovech drůbeže i u jednotlivých ptáků. 

## Historie a výskyt
Etiologický význam kvasinek při infekci zažívacího traktu člověka prokázal Langenbeck již roku 1839, onemocnění poprvé popsal Robin v roce 1853. Onemocnění je celosvětově rozšířené a vyskytuje se nejen u ptáků, ale i u jiných zvířat a také u člověka. Přesnější údaje o výskytu kandidózy u drůbeže nejsou, ale předpokládá se mnohem častější výskyt, než je diagnostikováno. Také v humánní medicíně narůstá její význam i počet případů, což se připisuje zejména na vrub široce používaným antibiotikům.

## Příčina nemoci (etiologie)
Původcem onemocnění je nejčastěji Candida albicans (Berkhout, 1923) (syn. Monilia albicans, Mycotorula albicans, Oidium albicans, Endomyces albicans aj.), méně často i některé jiné patogenní druhy, jako např. C. stellatoidea nebo C. tropicalis. Kandidy patří do čeledě Cryptococcaceae (kvasinkovité organismy) a rodu Candida, který obsahuje více než 150 druhů.

### Morfologie
Kandidy patří mezi dimorfní houby. Kvasinkovité formy jsou oválné nebo kulaté pučící buňky velikosti 3,5-6,0 x 6,0-10,0 µm. Protáhlé, vláknité blastokonidie tvořící větvené řetízky se nazývají pseudohyfy (odlišovat septované hyfy plísní). Charakteristickou vlastností C. albicans je tvorba tzv. zárodečných klíčků, což jsou jemná vlákna vyrůstající z blastokonidií, ze kterých mohou později vznikat pravé hyfy. Oba tyto morfologické typy se barví podle Grama. Za určitých podmínek in vitro se tvoří rezistentní buňky – chlamydospory, což jsou silnostěnné, kulaté buňky velikosti 7-10 µm, lokalizované na koncích i po stranách pseudohyf. Při kandidóze se mohou v infikovaných tkáních nacházet jak kvasinkovité formy, tak i formy vláknité.

### Kultivace
Růstové nároky kandid jsou poměrně malé. Rostou aerobně na Sabouraudově glukózovém agaru během 1-2 dnů při teplotě 20 i 37 °C. Narostlé kolonie jsou zpravidla okrouhlé (4-7 mm v průměru), konvexní, smetanově bílé, hladké, mazlavé konzistence a kvasného pachu. Rozlišuje se několik růstových typů.

### Biochemické a antigenní vlastnosti
Pro druhové určení má význam enzymatická aktivita kmenů kandid v cukrech (tzv. zymogram) a schopnost utilizovat cukry nebo dusíkaté látky. C. albicans štěpí glukózu, maltózu a sacharózu, neštěpí laktózu.
Buněčná stěna kandid obsahuje komplex antigenů, které umožňují jejich sérotypizaci. Z C. albicans byl izolován solubilní endotoxin, který je toxický pro myši a který u infikovaných ptáků poškozuje endotel cév.

## Vznik a šíření nemoci (epizootologie)
Kandidóza se vyskytuje u mnoha ptačích druhů. Vysoce vnímavá jsou zejména ptačí mláďata. Onemocnět mohou savci i lidé (zvláště kojenci nebo imunosupresovaní jedinci). 
C. albicans je fakultativně patogenní komensál (endosaprofyt) sliznice trávicího traktu ptáků, jehož přítomnost nemusí vždy způsobovat patologické změny či onemocnění. K endogenní mykóze dochází teprve při porušení normální mikroflóry střeva nebo poškození či oslabení funkce sliznice, např. po intenzivním a dlouhodobém podávání vysokých dávek antibiotik, při snížení celkové i lokální imunity anebo oslabení tělesné konstituce hostitele, při špatných zoohygienických podmínkách v chovu nebo výskytu interkurentních infekcí či jiných stresorů apod. U takových jedinců dojde k narušení rovnovážného stavu mezi C. albicans a hostitelem, k pomnožení kvasinek, zvýšení jejich virulence a následné invazi do tkání. Proto nejčastěji bývají postiženi primární kandidózou nedospělí jedinci s nedostatečně vyvinutými obrannými mechanismy. 
Kandidy se vyskytují běžně ve vnějším prostředí, krmivu i v trusu infikovaných ptáků. Proto může také dojít i k exogenní mykóze, zejména v silně promořeném prostředí nebo při existenci virulentnějších kmenů C. albicans. Houby jsou ve vnějším prostředí velmi odolné, v trusu drůbeže přežívají až 50 dní.
Systémové kandidózy jsou poměrně vzácné, ale byly pozorovány u ptáků chovaných v zajetí. V takových případech se kvasinky prokazují i v krvi, kostní dřeni a parenchymatózních orgánech.

## Projevy nemoci (symptomatologie)
Inkubační doba je 3-10 dní

### Klinika
Kandidóza se vyskytuje převážně u mladších jedinců (u drůbeže ca do 3 měsíců věku), u kterých také probíhá v mnohem těžší formě než u jedinců starších. Morbidita i mortalita jsou variabilní; u kuřat byla pozorována až 80 % mortalita. Doba trvání nemoci je asi 6-10 dní.
Klinické příznaky nejsou charakteristické, převažují známky všeobecného poškození zdravotního stavu. U kuřat se pozoruje zaostávání v růstu, zakrslost, nedostatečný výživný stav, neupravené a zhrublé peří, netečnost až ospalost, slabost, průjem apod. Sliznice dutiny zobáku anebo počáteční části jícnu mohou být pokryty větším množstvím hlenu a šedobílými pseudomembrány, případně s tečkovitými krváceninami, někdy se zápachem ze zobáku. U většiny mladých ptáků je postiženo vole, což se projevuje zvracením, stagnací krmiva ve voleti, zvětšením jeho objemu a pomalým vyprazdňováním, případně jeho ucpání nekrotickou masou sliznice. Kandidy mohou také způsobovat abnormality zobáku, nekrózu jazyka i zobáku. Byly popsány i případy primární mykózy proventrikulu a žaludku, bez postižení volete.
Méně časté jsou infekce kandidami mimo gastrointestinální trakt. Popsány byly např. kožní změny na hlavě a krku u holubů a ptáků držených v zajetí nebo na běhácích u vodních ptáků, respirační infekce u papoušků či infekce kloaky u krůt a husí, nebo slabost končetin u amazoňana modročelého či nervové příznaky u kanárů včetně postižení zažívacího traktu při systémové infekci.

### Patologie
Pitevně se zjišťují zduřelé a silně zvrásněné sliznice dutiny zobáku, hltanu, jícnu, žláznatého žaludku a přední části tenkého střeva, pokryté odlupujícími se šedobílými masami. Ojediněle se nalézají difteroidní blány a vředy na sliznici trávicího traktu, zánět jater a slepých střev s nekrózami. 

## Diagnostika
Diagnóza kandidózy se opírá o anamnestické údaje, klinické vyšetření, pitevní nález, mikroskopický průkaz kvasinek ve změněných tkáních a mykologickou kultivaci původce. Možné je i endoskopické vyšetření volete
Diferenciální diagnostika. Kandidóza horní části trávicího traktu může připomínat trichomonózu, hypovitaminózu A, slizniční formu neštovic, bakteriální infekce, cirkovirózu papoušků, pozření cizích těles a mykotoxikózy. K odlišení napomáhá mykologická kultivace. C. albicans je často sekundárním patogenem, je proto nutné identifikovat a odstranit predispoziční faktory, které vedly ke vzniku kandidózy.

## Terapie a prevence
Léčba kandidózy se zpravidla provádí jen u oblíbených ptáků, v chovech drůbeže je někdy vhodnější nemocná zvířata vyřadit z chovu. Antimykotika se mohou podávat preventivně i léčebně buď hromadně v pitné vodě či krmivu, nebo individuálně. Součástí terapie musí být i odstranění predispozičních faktorů.
Mezi základní preventivní opatření proti kandidóze patří úprava hygienických poměrů v líhních a odchovu, kvalitní plnohodnotná výživa, kontrolované používání antibiotik, zabránění vzniku dezinfekci je vhodný 2 % formaldehyd, 1 % roztok NaOH nebo jódové preparáty.